# Unkel
Unkel és una ciutat alemanya. Forma part de l'estat de Renània-Palatinat, districte de Neuwied (Landkreis Neuwied). És a prop de l'antiga capital federal (Bonn) i del límit amb l'estat de Rin del Nord-Westfàlia.